# Gabrielle Union
Gabrielle Monique Union (nascuda el 29 d'octubre de 1972) és una actriu, cantant i exmodel estatunidenca. Entre els seus papers notables està el de Isis al costat de Kirsten Dunst en la pel·lícula Bring It On. Union també ha compartit cartell amb Will Smith i Martin Lawrence en la pel·lícula Bad Boys II, amb Eddie Murphy en la pel·lícula Pluto Nash i Meet Dave, ha interpretat el paper de la Dra. Courtney Ellis en la sèrie dramàtica de la CBS City of Angels. A més, va treballar al costat de LL Cool J i Meagan Good en Deliver Us from Eva, estrenada en 2003.

## Filmografia

### Cinema
| Any  | Títol                                  | Paper                       | Notes |
| ---- | -------------------------------------- | --------------------------- | --- |
| 1999 | Algú com tu (She's All That)           | Katarina "Katie" Darlingson | |
| 1999 | 10 Things I Hate About You             | Chastity Church             | |
| 1999 | H-E Double Hockey Sticks               | Gabrielle                   | |
| 2000 | Love & Basketball                      | Shawnee                     | |
| 2000 | A totes (Bring It On)                  | Isis                        | Black Reel Award for Best Supporting Actress |
| 2001 | Més que amics, germans (The Brothers)  | Denise Johnson              | Nominada—Black Reel Award for Best Supporting Actress |
| 2001 | Joc per a dos (Two Can Play That Game) | Conny Spalding              | |
| 2002 | Welcome to Collinwood                  | Michelle                    | |
| 2002 | Abandon                                | Amanda Luttrell             | |
| 2003 | Deliver Us from Eva                    | Evangeline "Eva" Dandrige   | BET Comedy Award for Outstanding Lead Actress in a Box Office Movie Nominada—BET Award for Best Actress Nominada—Black Reel Award for Best Actress Nominada—NAACP Image Award for Outstanding Actress in a Motion Picture |
| 2003 | Cradle 2 the Grave                     | Daria                       | Nominada—BET Award for Best Actress |
| 2003 | Ride or Die                            | Masked Woman                | Cameo |
| 2003 | Dos policies rebels 2 (Bad Boys II)    | Sydney "Syd" Burnett        | Nominada—BET Award for Best Actress Nominada—NAACP Image Award for Outstanding Supporting Actress in a Motion Picture |
| 2004 | Breakin' All the Rules                 | Nicky Callas                | Nominada—BET Comedy Award for Outstanding Lead Actress in a Box Office Movie Nominada—Black Reel Award for Best Actress, Musical or Comedy Nominada—NAACP Image Award for Outstanding Actress in a Motion Picture         |
| 2005 | Neo Ned                                | Rachael                     | Palm Beach International Film Festival Award for Best Actress |
| 2005 | The Honeymooners                       | Alice Kramden               | Nominada—BET Comedy Award for Outstanding Lead Actress in a Theatrical Film |
| 2005 | Say Uncle                              | Elise Carter                | |
| 2006 | Running with Scissors                  | Dorothy                     | |
| 2007 | Constellation                          | Carmel Boxer                | |
| 2007 | Daddy's Little Girls                   | Julia Rossmore              | |
| 2007 | The Box                                | Detectiu Cris Romano        | |
| 2007 | The Perfect Holiday                    | Nancy Taylor                | |
| 2008 | Meet Dave                              | Number 3                    | |
| 2008 | Cadillac Records                       | Geneva Wade                 | |
| 2012 | Good Deeds                             | Natalie                     | |
| 2012 | Think Like a Man                       | Kristen                     | Nominada—BET Award for Best Actress |
| 2012 | In Our Nature                          | Vicki                       | Nominada—BET Award for Best Actress |
| 2013 | Miss Dial                              | Long Story Caller           | |
| 2013 | The Door                               | She                         | Curtmetratge |
| 2014 | Think Like a Man Too                   | Kristen                     | Nominada—BET Award for Best Actress |
| 2014 | Top Five                               | Erica Long                  | Nominada—BET Award for Best Actress |
| 2015 | With This Ring                         | Kitty                       | |
| 2016 | The Birth of a Nation                  | Esther                      | Nominada—BET Award for Best Actress |
| 2016 | Almost Christmas                       | Rachel Meyers               | |
| 2017 | Sleepless                              | Gabby                       | |
| 2017 | Girls Trip                             | Herself                     | |

### Televisió
| Year      | Title                              | Role                          | Notes |
| --------- | ---------------------------------- | ----------------------------- | --- |
| 1993      | Family Matters                     | Mall girl (credited)          | Episodi: "Scenes from a Mall" |
| 1995/96   | Saved by the Bell: The New Class   | Hilary / Jennifer             | 2 episodis |
| 1996      | Moesha                             | Ashli                         | Episodi: "Friends" |
| 1996      | Malibu Shores                      | Shannon Everette              | Episodi: "The Competitive Edge" |
| 1996      | Goode Behavior                     | Tracy Monaghan                | 3 episodis |
| 1996–1999 | 7th Heaven                         | Keesha Hamilton               | 5 episodis |
| 1997      | Smart Guy                          | Lydia                         | Episodi: "Don't Do That Thing You Do" |
| 1997      | Dave's World                       | Carly                         | Episodi: "Oh Dad, Poor Dad" |
| 1997      | Hitz                               | Soul                          | Episodi: "The Godfather: Not the Movie" |
| 1997      | Sister, Sister                     | Shawn / Vanessa               | 3 episodis |
| 1997      | City Guys                          | Katisha Grant                 | Episodi: "The Date" |
| 1997      | Star Trek: Deep Space Nine         | N'Garen                       | Episodi: "Sons and Daughters" |
| 1998      | The Steve Harvey Show              | Naomi Parson                  | Episodi: "The He-Man, Player-Hater's Club" |
| 1998/99   | Clueless                           | Lydia / Rebecca               | 2 episodis |
| 1999      | Grown Ups                          | Felicia                       | Episodi: "Pilot" |
| 2000      | ER                                 | Tamara Davis                  | Episodi: "Family Matters" |
| 2000      | The Others                         | Lindsay                       | Episodi: "Theta" |
| 2000      | Zoe, Duncan, Jack & Jane           | Lana                          | Episodi: "Too Much Pressure" |
| 2000      | City of Angels                     | Dr. Courtney Ellis            | 11 episodis |
| 2001      | Close to Home                      | Gabby                         | Pilot |
| 2001      | Friends                            | Kristen Lang                  | Episodi: "The One With The Cheap Wedding Dress" |
| 2003      | The Proud Family                   | Sunny Stevens / Iesha (voice) | Episodi: "Hooray for Iesha" |
| 2004      | The West Wing                      | Meeshel Anders                | Episodi: "The Benign Prerogative" |
| 2004      | Something the Lord Made            | Clara Thomas                  | Telefilm Nominada—BET Award for Best Actress Nominada—Black Reel Award for Best Supporting Actress: Television Movie/Cable Nominada—NAACP Image Award for Outstanding Actress in a Television Movie, Mini-Series or Dramatic Special                                                                                         |
| 2005      | Family Guy                         | Shauna Parks (voice)          | Episodi: "Peter's Got Woods" |
| 2005–2006 | Night Stalker                      | Perri Reed                    | 10 episodis |
| 2007      | Football Wives                     | Chardonnay Lane               | Pilot |
| 2008      | Ugly Betty                         | Renee Slater                  | 3 episodis |
| 2009      | Life                               | Jane Seever                   | 4 episodis |
| 2009–2010 | FlashForward                       | Zoey Andata                   | 9 episodis Nominada—NAACP Image Award for Outstanding Supporting Actress in a Drama Series |
| 2010      | Army Wives                         | Gina Holt                     | Episodi: "Murder in Charleston" |
| 2011      | NTSF:SD:SUV                        | Sandy Canyons                 | Episodi: "Tijuana, We've Got a Problem" |
| 2012      | Half the Sky                       | Herself                       | Documental |
| 2013–2019 | Being Mary Jane                    | Mary Jane Paul                | Paper principal NAACP Image Award for Outstanding Actress in a Television Movie, Mini-Series or Dramatic Special (2014) Nominada—NAACP Image Award for Outstanding Actress in a Drama Series (2015–2016) Nominada—BET Award for Best Actress (2014–2015) Nominada—Black Reel Award for Best Actress: T.V. Movie/Cable (2014) |
| 2015      | With This Ring                     | Kitty                         | Telefilm |
| 2015      | The Lion Guard: Return of the Roar | Nala (voice)                  | Telefilm |
| 2016–2019 | The Lion Guard                     | Nala (voice)                  | 9 episodis |